# Chandu le magicien

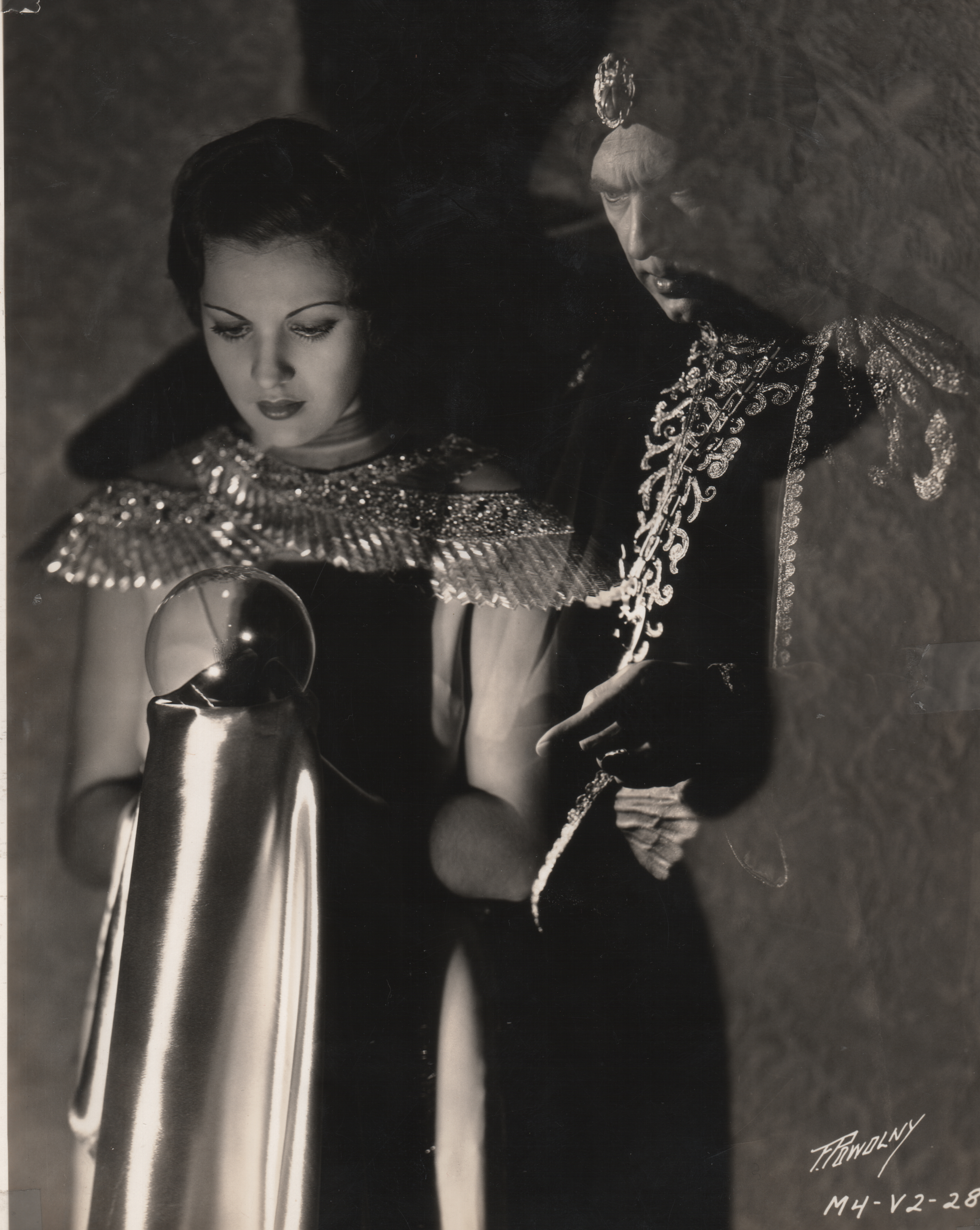
Irene Ware et Béla Lugosi dans une scène du film.

Chandu le magicien (Chandu the Magician) est un film américain réalisé par William Cameron Menzies et Marcel Varnel, sorti en 1932. 
Le film a fait l'objet en 1934 d'une série en 12 épisodes, The Return of Chandu.

## Synopsis
l'hypnotiseur d'origine yogi Chandu doit empêcher Roxor de dominer le monde à l'aide d'un rayon de la mort...

## Fiche technique
- Réalisation : William Cameron Menzies et Marcel Varnel
- Scénario : Barry Conners, Philip Klein
- Photographie : James Wong Howe
- Montage : Harold D. Schuster
- Musique : Louis De Francesco
- Montage : Harold D. Schuster
- Genre : Science-fiction[1]
- Production : Fox Film Corporation
- Pays :  États-Unis
- Durée : 71 minutes
- Date de sortie :
  - États-Unis : 18 septembre 1932

## Distribution

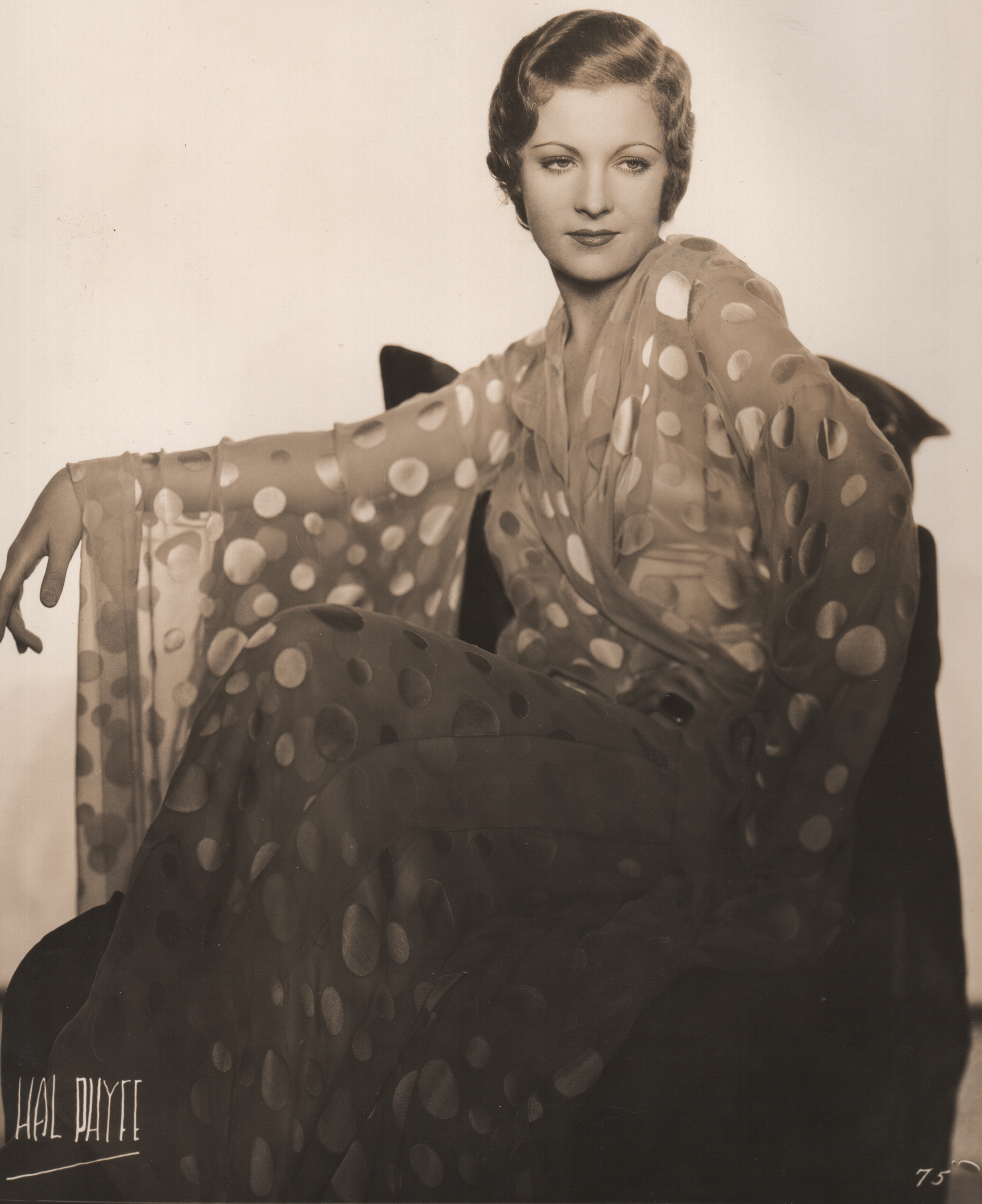
Irene Ware dans une scène du film.

- Edmund Lowe : Chandu/Frank Chandler
- Béla Lugosi : Roxor
- Irene Ware : Princesse Nadji
- Herbert Mundin : Albert Miggles
- Henry B. Walthall : Robert Regent
- Weldon Heyburn : Abdulah
- June Lang : Betty Lou Regent
- Michael Stuart : Bobby Regent
- Virginia Hammond : Dorothy Regent
- Nigel De Brulier : Yogi Teacher
- John George : Bidder
- Charles Stevens : Ali